# Orángel Delfín
Orángel Delfín  (Los Teques, Miranda, 25 de enero de 1933-Barquisimeto, Lara, 13 de octubre de 2001) fue un primer actor venezolano.

## Biografía
Nacido en 1933,  en Los Teques y se crio en El Tocuyo, Su Verdadero nombre de pila fue Orangel Rodríguez al cual cambio cuando se dedica a las labores artísticas como actor, en el tocuyo se crio con la familia del famoso comerciante Pedro María Perez Leal, el dueño de un gran negocio, llamado "LA PRINCIPAL"  . Se formó con los hijos de Pedro María, Pedro y Delfín, ya  Cuando tenía 17 años de edad su padre lo inscribió en la Escuela de Formación de Oficiales de la Guardia Nacional en Caracas. Sin embargo, no finalizó su carrera militar, porque descubrió el mágico mundo de las cámaras y las luces de la televisión, incursionó en la TV en 1956 de la mano de don Rafael Briceño, en el Canal 5 de la Televisora Nacional, en el ciclo “El cuento venezolano televisado”, que dirigía Román Chalbaud. Luego pasó a Radio Caracas TV, donde en la década de los 50 hizo de villano en “La novela Camay”, que estelarizaban Liliana Durán y Paul Antillano.
En cine trabajó con Román Chalbaud en el rodaje de “Caín adolescente”, en 1959, compartiendo cartel con Enrique Alzugaray, Rafael Briceño, Berta Moncayo y Carlota Ureta Zamorano. También intervino en la película de Mayela Roncayolo Carlos R. Fernández Pacto de sangre”, “La Oveja Negra” de Román Chalbaud. Acorde a su personalidad, le entregaban personajes recios, duros, fuertes, que interpretaba con solvencia y habilidad histriónica. La lista de sus teledramas es larga, e incluye títulos como “La mujer prohibida”, “Dulce enemiga”, “La revancha”, “Mundo de fieras”, “Rosangélica” y “María Celeste”, entre muchas otras. Casi siempre trabajó para Venevisión en donde hizo sus más recordadas caracterizaciones y Venezolana de Televisión. En La Colina hizo uno de sus trabajos más elogiados, encarnando a Simón Bolívar en el unitario “Preludio a Carabobo”, de Pedro Berroeta; y en Los Ruices fue célebre su interpretación de Tigre Juan en “Tirano Banderas”, de Valle Inclán.
Pero este hombre recio tenía un alma sencilla  y en uno de sus personajes, en “La última oportunidad del Magallanes”, una miniserie de VTV dirigida por Rafael Gómez, Delfín hizo el papel del abuelo que no quiere que le quiten a su nieto, un abuelo que lo llevaba a ver los partidos de béisbol. En la más completa indigencia murió Orángel Delfín, el 13 de octubre del 2001.
El actor de 66 años, que tantos personajes recios encarnó en la televisión desde sus inicios en 1954, estaba recluido en una casa-hogar pública para ancianos, abandonado por todos. Allí llegó cuando la fallecida promotora cultural, Rosalía Romero, lo encontró en 1998 mendigando en la calle y entregado al alcohol. En aquella época, la Casa del Artista, que presidía Mirla Castellanos, prometió ayudarlo, pero evidentemente la ayuda nunca llegó. Ahora esa institución tampoco parece que estuviese haciendo mucho por implementar un sistema de previsión social para el gremio, que fue la razón por la cual se creó.

## Fallecimiento
Orangel Delfín falleció en el Hospital Central Antonio María Pineda de la ciudad de Barquisimeto. Luego de un retiro por estar enfrentado problema de salud, situación que lo obligó a retirarse de sus actividades artísticas. Siempre será recordado por su interpretación, en la década del 60, del papel de El Libertador en la obra "Preludio a Carabobo" producida por Venevisión.

## Filmografía

### Televisión

#### Telenovelas
- 1954. Camay
- 1968. Adoro
- 1969. Soledad
- 1970-1971. Esmeralda ... Marcos Malaver
- 1972. María Teresa ... Alfredo Fuentes Tovar
- 1973. Una muchacha llamada Milagros ... Director
- 1974. María Soledad
- 1974. De la misma sangre ... Octavio Aguilar
- 1974. Llanto para una madre
- 1975. Un demonio con ángel ... Juan Carlos
- 1975. Tigre Juan ... Juan
- 1975. El nuevo dorado
- 1980. La Sultana
- 1980. El mundo de Berta ... Horacio López
- 1981. La casa de los Abila ... Pepe Oñate
- 1983. Ángela del infierno
- 1983. Resaca
- 1984. La mujer sin rostro
- 1984. Los pobres también rien
- 1986. Su otro amor
- 1989-1990. La revancha ... Fernando Maldonado
- 1990-1991. Caribe ... Padre Anselmo
- 1991. Mundo de fieras ... Leoncio Palacios
- 1993. Rosángelica ... Marcos González
- 1994. María Celeste ... Rodolfo
- 1995. Dulce enemiga ... Padre Pancho

#### Series y miniseries
- 1953. Surcando los mares
- 1977. María Diabla
- 1978. Todo un hombre
- 1978. Tirano Banderas ... Santos Banderas
- 1979. Ifigenia ... Pancho Alonso
- 1979. Orgullo y prejucio
- 1981. 1810
- 1983. La dama de las camelias
- 1986. La última oportunidad de Magallanes

#### Películas de TV
- 1984. Documento Leonardo Ruiz Pineda ... Leonardo Ruiz Pineda
- 1984. Mi padre el inmigrante
- 1990. El siervo de Dios
- 1991. Vuelve la tía
- 1992. El cuerpo del delito

### Cine
- 1959. Caín adolescente ... Matias
- 1964. Isla de sal ... Venancio
- 1986. Casa tomada
- 1987. Pacto de sangre ... Alberto
- 1987. La oveja negra